# 湖广
湖广，一般是指湖北、湖南兩省，又稱兩湖。如湖廣總督、湖廣安撫使。
湖广有行政上和文化、语言上的两重含义。

## 行政
行政上的湖广指位于中国南方的“湖广行省”、“湖广省”，为元朝和明朝时期直属中国中央政府管辖的国家一级行政区。其包含湖北南部、湖南、重庆东南部、广东北部韶关以北一带和广西少部分地区，在一段时期中，湖广曾经与广东、广西、福建南部行政区，即两广合并，亦称大湖广。
1. 元朝一级行政区湖广等处行中书省简称“湖广（行省）”
2. 明朝一级行政区湖广等处承宣布政使司简称“湖广（布政使司、省）”
3. 清朝沿袭明代习俗，湖广省为对湖广承宣布政使司的习惯性称谓。“總督湖北湖南等處地方提督軍務、糧饟兼巡撫事”通称“湖广总督”

## 语言
四川话、桂柳话等西南官话受到了湖广方言的很大影响，其中由于湖广填四川的缘故四川（含重庆）的人口很多来自湖广和两广。明季河南人言，湖廣填四川實在是孝感填四川，孝感填四川實则是麻城填四川。

## 延伸阅读
[在维基数据编辑]